# ボビー・ブラッドリー (内野手)
ボビー・ブラッドリー（Bobby Bradley, 1996年5月29日 - ）は、 アメリカ合衆国ミシシッピ州ハリソン郡ガルフポート出身のプロ野球選手（一塁手）。右投左打。アメリカ独立リーグ・アトランティックリーグのチャールストン・ダーティーバーズ所属。

## 経歴

### プロ入りとインディアンス時代
2014年のMLBドラフト3巡目（全体97位）でクリーブランド・インディアンスから指名され、プロ入り。傘下のルーキー級アリゾナリーグ・インディアンスでプロデビュー。39試合に出場して打率.361、8本塁打、50打点、3盗塁を記録した。
2015年はA級レイクカウンティ・キャプテンズとA+級リンチバーグ・ヒルキャッツでプレーし、2球団合計で110試合に出場して打率.264、27本塁打、92打点、3盗塁を記録した。
2016年はA+級リンチバーグでプレーし、131試合に出場して打率.235、29本塁打、102打点、3盗塁を記録した。
2017年はAA級アクロン・ラバーダックスでプレーし、131試合に出場して打率.251、23本塁打、89打点、3盗塁を記録した。オフにはアリゾナ・フォールリーグに参加し、グレンデール・デザートドッグスに所属した。
2018年はAA級アクロンとAAA級コロンバス・クリッパーズでプレーし、2球団合計で129試合に出場して打率.224、27本塁打、83打点、1盗塁を記録した。オフの11月20日にはルール・ファイブ・ドラフトでの流出を防ぐために40人枠入りした。
2019年は開幕をAAA級コロンバスで迎え、6月23日にメジャー初昇格を果たした。同日のデトロイト・タイガース戦にて「7番・一塁手」で先発出場してメジャーデビュー（この試合は3打数1安打1打点）。この年メジャーでは15試合に出場して打率.178、1本塁打、4打点を記録した。
2020年はメジャーでの公式戦出場が無かった。
2021年は2年ぶりにメジャー復帰し、74試合に出場して打率.208、16本塁打、41打点を記録した。
2022年5月1日にDFAとなり、5日にマイナー契約でAAA級コロンバスへ配属されたが、8月6日に自由契約となった。

### 独立リーグ時代
2023年4月13日にアトランティックリーグのチャールストン・ダーティーバーズと契約した。

## 詳細情報

### 年度別打撃成績
| 年 度    | 球 団    | 試 合 | 打 席 | 打 数 | 得 点 | 安 打 | 二 塁 打 | 三 塁 打 | 本 塁 打 | 塁 打 | 打 点 | 盗 塁 | 盗 塁 死 | 犠 打 | 犠 飛 | 四 球 | 敬 遠 | 死 球 | 三 振 | 併 殺 打 | 打 率 | 出 塁 率 | 長 打 率 | O P S |
| -------- | -------- | ----- | ----- | ----- | ----- | ----- | -------- | -------- | -------- | ----- | ----- | ----- | -------- | ----- | ----- | ----- | ----- | ----- | ----- | -------- | ----- | -------- | -------- | ----- |
| 2019     | CLE      | 15    | 49    | 45    | 4     | 8     | 5        | 0        | 1        | 16    | 4     | 0     | 0        | 0     | 0     | 4     | 0     | 0     | 20    | 2        | .178  | .245     | .356     | .600  |
| 2021     | CLE      | 74    | 279   | 245   | 36    | 51    | 10       | 0        | 16       | 109   | 41    | 0     | 0        | 0     | 3     | 25    | 1     | 6     | 99    | 3        | .208  | .294     | .445     | .739  |
| 2022     | CLE      | 8     | 17    | 17    | 1     | 2     | 0        | 0        | 0        | 2     | 0     | 0     | 0        | 0     | 0     | 0     | 0     | 0     | 9     | 0        | .118  | .118     | .118     | .236  |
| MLB：3年 | MLB：3年 | 97    | 345   | 307   | 41    | 61    | 15       | 0        | 17       | 127   | 45    | 0     | 0        | 0     | 3     | 29    | 1     | 6     | 128   | 5        | .199  | .278     | .414     | .692  |

- 2022年度シーズン終了時

### 年度別守備成績
| 年 度 | 球 団 | 一塁（1B） | 一塁（1B） | 一塁（1B） | 一塁（1B） | 一塁（1B） | 一塁（1B） |
| 年 度 | 球 団 | 試 合      | 刺 殺      | 補 殺      | 失 策      | 併 殺      | 守 備 率   |
| ----- | ----- | ---------- | ---------- | ---------- | ---------- | ---------- | ---------- |
| 2019  | CLE   | 5          | 39         | 0          | 2          | 3          | .951       |
| 2021  | CLE   | 68         | 457        | 47         | 5          | 54         | .990       |
| MLB   | MLB   | 73         | 496        | 47         | 7          | 57         | .987       |

- 2021年度シーズン終了時

### 背番号
- 40（2019年）
- 44（2021年 - 2022年）